# Namco Plug & Play

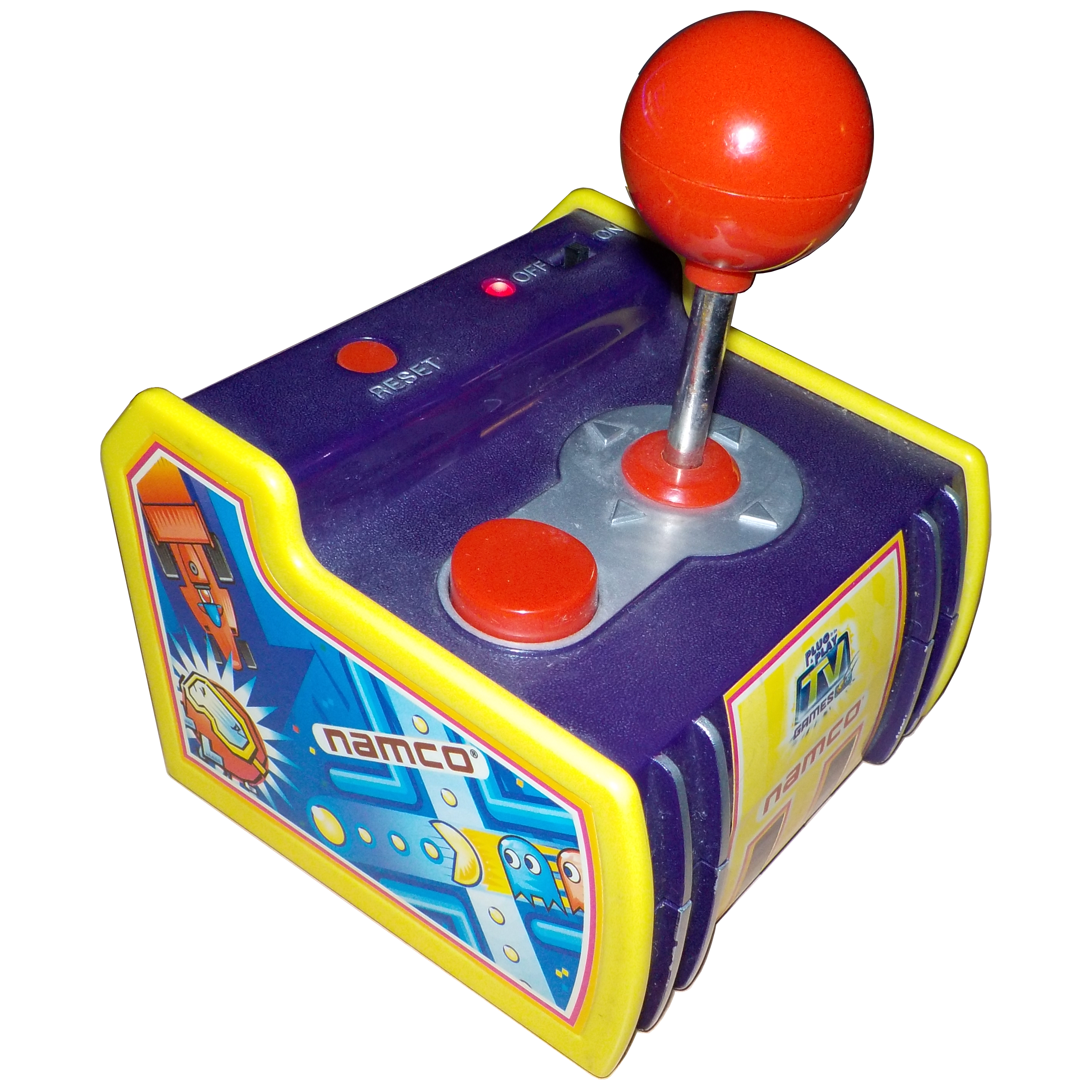
Il primo modello, Pac-Man

I Namco Plug & Play sono una serie di console dedicate, contenenti una piccola selezione di classici videogiochi arcade della Namco, sotto forma di joystick da collegare direttamente alla TV. Formano un sottoinsieme dei Plug It In & Play TV Games di Jakks Pacific, ad eccezione del più recente Pac-Man Connect and Play che è stato prodotto da Bandai America. Da non confondere con i due modelli di Namco Nostalgia, prodotti direttamente da Namco Bandai Games e distribuiti solo in Giappone.

## Modelli

### Pac-Man
Il primo modello della serie contiene Pac-Man, Galaxian, Rally-X, Dig Dug e Bosconian.  La versione originale non salva i punteggi migliori, tuttavia c'è una variante di quest'unità, in formato tascabile, che lo consente.

### Ms. Pac-Man
Questo modello contiene Ms. Pac-Man, Galaga, Mappy, Xevious e Pole Position. Dopo l'introduzione della scheda di espansione GameKey, da parte di Jakks Pacific, una prima revisione incluse uno slot per GameKey e permise di salvare i punteggi migliori. Vennero pubblicate due GameKey per questo modello: una con Dig Dug e New Rally-X e una con Pac-Man, Rally-X e Bosconian. La terza versione di questo modello rimosse lo slot preservando tuttavia l'abilità di salvare i punteggi. La quarta versione (identificata dal pannello grigio sotto al joystick) ha i due giochi extra (New Rally-X e Bosconian) della versione wireless.

### Wireless Ms. Pac-Man
Quest'unità comprende tutti i giochi del modello Ms. Pac-Man: Ms. Pac-Man, Galaga, Mappy, Xevious e Pole Position con in più New Rally-X e Bosconian. Consiste in un controller wireless e un ricevitore a infrarossi che va collegato alla televisione. Questo fu il primo modello a salvare i punteggi migliori.

### Super Pac-Man
Questo modello comprende Pac-Man, Super Pac-Man, Pac & Pal e Pac-Man Plus, inoltre può salvare i punteggi migliori.  Questa è la prima volta che Pac-Man Plus esce dalle sale giochi.

### Pac-ManArcade Gold
Questo modello unisce i contenuti delle due unità Pac-Man e Super Pac-Man, rimpiazzando Rally-X con New Rally-X.  Perciò i giochi compresi sono Pac-Man, Galaxian, New Rally-X, Dig Dug, Bosconian, Super Pac-Man, Pac & Pal e Pac-Man Plus. Consente di salvare i punteggi migliori.

### Retro Arcade FeaturingPac-Man
Questo modello contiene i giochi delle unità Pac-Man, Ms. Pac-Man e Super Pac-Man, omettendo Ms. Pac-Man (gioco) e rimpiazzando Rally-X con New Rally-X.  Quindi i giochi contenuti sono Pac-Man, Galaxian, New Rally-X, Dig Dug, Bosconian, Galaga, Mappy, Xevious, Super Pac-Man, Pac & Pal e Pac-Man Plus.  Salva i punteggi migliori.

### Pac-ManConnect and Play
Bandai pubblicò questo modello per legarsi all'uscita del cartone animato Pac-Man e le avventure mostruose. I giochi compresi utilizzano tutti il codice originale, rendendo così possibile giocare il livello 256 di Pac-Man, con il suo celebre glitch split-screen. Comprende anche tutti i giochi presenti nel modello Retro Arcade ad eccezione di Pole Position, rimpiazzato dal nuovo gioco Pac-Man 256 (da non confondere con Pac-Man 256, gioco per smartphone, console e Steam dagli sviluppatori di Crossy Road). Il gioco inizia con il livello 255, evitando così al giocatore di dover giocare tutti e 256 i livelli. L'unità comprende anche un compartimento per nascondere i cavi, inoltre il coperchio, che copre anche tutte le viti, è pensato in modo da permettere l'esposizione di un modellino di Pac-Man quando il dispositivo non è in uso. Pac-Man 256 venne rinominato Pac-Level 256 sull'imballaggio per la ripubblicazione di questo modello in onore del 35º anniversario del Pac-Man originale. Questa è la prima unità plug & play di Pac-Man uscita anche in Giappone.

## Tabella di riepilogo
| Gioco                       | Pac-Man             | Ms. Pac-Man                                           | Wireless Ms. Pac-Man | Super Pac-Man | Pac-Man Arcade Gold | Retro Arcade Featuring Pac-Man | Pac-Man Connect and Play |
| --------------------------- | ------------------- | ----------------------------------------------------- | -------------------- | ------------- | ------------------- | ------------------------------ | ------------------------ |
| Pac-Man                     | Si                  | Solo GameKey                                          | No                   | Si            | Si                  | Si                             | Si                       |
| Rally-X                     | Si                  | Solo GameKey                                          | No                   | No            | No                  | No                             | No                       |
| Galaxian                    | Si                  | No                                                    | No                   | No            | Si                  | Si                             | Si                       |
| Dig Dug                     | Si                  | Solo GameKey                                          | No                   | No            | Si                  | Si                             | Si                       |
| Bosconian                   | Si                  | Solo GameKey e 4° modello                             | Si                   | No            | Si                  | Si                             | Si                       |
| Ms. Pac-Man                 | No                  | Si                                                    | Si                   | No            | No                  | No                             | No                       |
| Galaga                      | No                  | Si                                                    | Si                   | No            | No                  | Si                             | Si                       |
| Mappy                       | No                  | Si                                                    | Si                   | No            | No                  | Si                             | Si                       |
| Xevious                     | No                  | Si                                                    | Si                   | No            | No                  | Si                             | Si                       |
| Pole Position               | No                  | Si                                                    | Si                   | No            | No                  | Si                             | No                       |
| New Rally-X                 | No                  | Solo GameKey e 4° modello                             | Si                   | No            | Si                  | Si                             | Si                       |
| Super Pac-Man               | No                  | No                                                    | No                   | Si            | Si                  | Si                             | Si                       |
| Pac & Pal                   | No                  | No                                                    | No                   | Si            | Si                  | Si                             | Si                       |
| Pac-Man Plus                | No                  | No                                                    | No                   | Si            | Si                  | Si                             | Si                       |
| Pac-Man 256 (Pac-Level 256) | No                  | No                                                    | No                   | No            | No                  | No                             | Si                       |
| High score memory           | Solo modello Pocket | Solo revisioni successive, incluso il modello GameKey | Si                   | Si            | Si                  | Si                             | Si                       |